# 肯塔基州學院和大學列表
以下是肯塔基州目前运营的公立和私立高等教育机构列表。
 公立 
- 肯塔基大學（University of Kentucky）
- 路易斯維爾大學（University of Louisville）
- 肯塔基州立大學（Kentucky State University）
- 北肯塔基大學（Northern Kentucky University）
- 東肯塔基大學（Eastern Kentucky University）
- 西肯塔基大學（Western Kentucky University）
- 默海爾州立大學（Morehead State University）
- 莫瑞州立大學（Murray State University）
- 肯塔基社區暨科技學院系統（Kentucky Community and Technical College System）（16所分校）
- 匹茲堡州立大學（Pittsburg State University）
- 愛許蘭社區技術學院（Ashland Community and Technical College ）

 私立 
- 貝勒明大學（Bellarmine University）
- 坎貝斯維爾大學（{Campbellsville University）
- 特蘭西瓦尼亞大學（Transylvania University）
- 斯伯丁大學（Spalding University）
- 蘇利文大學系統（Sullivan University System）（6所分校）
- 伯里亞學院（Berea College）
- 中央學院（Centre College）
- 喬治城學院（Georgetown College）